# Archonias
Archonias is een geslacht in de orde van de Lepidoptera (vlinders) familie van de Pieridae (Witjes).
Archonias werd in 1831 beschreven door Hübner.

## Soorten
Archonias omvat de volgende soorten:
- A. bellona Cramer, 1775
- A. brassolis (Fabricius, 1776)
- A. negrina Felder, 1862
- A. tereas (Godart, 1819)